# Voč'
Il Voč' (in russo Вочь?) è un fiume della Russia europea centrale, affluente di destra della Vochma (bacino idrografico dell'Alto Volga). Scorre nei rajon Pavinskij e Vochomskij dell'oblast' di Kostroma.

## Descrizione
Il fiume ha origine nelle foreste paludose al confine con l'oblast' di Vologda. La direzione generale della corrente nel corso superiore è meridionale, poi gira a est. Sfocia nella Vochma a 81 km dalla sua foce. Il fiume ha una lunghezza di 119 km, l'area del suo bacino è di 1030 km². Sul fiume si trova il villaggio di Pavino.